# Jesús Reguillos Moya
Jesús Reguillos Moya (Daimiel, Ciudad Real, 17 de octubre de 1986), más conocido como Limones, es un futbolista español que juega de portero.

## Trayectoria
Comenzó su carrera en el Elche Ilicitano C. F., pasando posteriormente por el C. D. Denia, el G. D. Estoril Praia de Portugal, el Real Oviedo "B", el Jumilla C. F., el A. D. Atlético de Ceuta y el C. D. Puertollano. Con este último equipo disputó 21 encuentros y estuvo un tiempo de baja por lesión.
En 2012 firmó por el Lucena C. F., donde sería el portero titular disputando 38 encuentros.
Para la temporada 2013-14 se hizo oficial su fichaje por el F. C. Cartagena que iba a competir en Segunda División B durante dicha campaña. Estuvo durante cuatro años en los que jugó más de 150 partidos.
En junio de 2017 firmó por el C. D. Mirandés. Ayudó al equipo a conseguir el ascenso a Segunda División en la campaña 2018-19 y la siguiente fue el guardameta titular en una Copa del Rey en la que alcanzaron las semifinales. Se marchó en junio de 2021 al perder protagonismo en su último año, habiendo participado en 129 encuentros.
El 20 de julio de 2021 fichó por el C. D. Badajoz por un año, más otro opcional, para competir en la Primera División RFEF. Al término de la temporada se quedó sin equipo y el 22 de septiembre se unió al C. D. Calahorra para cubrir la baja por lesión de Antonio Valera.

## Clubes
| Club                    | País     | Años      |
| ----------------------- | -------- | --------- |
| Elche Ilicitano C. F.   | España   | 2005-2008 |
| C. D. Denia             | España   | 2008-2009 |
| G. D. Estoril Praia     | Portugal | 2009-2010 |
| Real Oviedo "B"         | España   | 2010      |
| Jumilla C. F.           | España   | 2010-2011 |
| A. D. Atlético de Ceuta | España   | 2011      |
| C. D. Puertollano       | España   | 2011-2012 |
| Lucena C. F.            | España   | 2012-2013 |
| F. C. Cartagena         | España   | 2013-2017 |
| C. D. Mirandés          | España   | 2017-2021 |
| C. D. Badajoz           | España   | 2021-2022 |
| C. D. Calahorra         | España   | 2022-2023 |